# IX. Károly francia király
IX. Károly (franciául: Charles IX; Saint-Germain-en-Laye, Francia Királyság, 1550. június 27. – Vincennes, Francia Királyság, 1574. május 30.), Valois-házból származó francia királyi herceg, Angoulême majd Orléans hercege, fivére halálát követően Franciaország királya 1560-tól 1574-ben betegségben bekövetkezett haláláig. A Capeting-ház Valois–Angoulême-ágának negyedik uralkodója a francia trónon.
Károly II. Henrik francia király és Medici Katalin királyné harmadik fia volt. Fivérei, a fiatalon elhunyt Lajos, Orléans hercege és II. Ferenc halálát követően koronázták királlyá 1561. május 15-én. A mindössze tíz éves Károly édesanyja befolyása alatt állt. A wassyi mészárlást követően vallásháború tört ki a protestáns és katolikus felek között. Uralkodásának egyik legnevezetesebb eseménye Szent Bertalan éjszakája, amikor a megbékélés jegyében Párizsba gyűlt hugenották ezreit mészárolta le az államhatalom biztatására a fanatikus tömeg.
A beteges Károly király végül 1574-ben hunyt el tuberkulózis következtében mindössze huszonhárom éves korában. Törvényes fiúörökös híján a trónon öccse, az ekkor lengyel királyi címet viselő Henrik anjou-i herceg követte.

## Gyermekkora
Az eredetileg Károly Miksának (Charles Maximilien) keresztelt herceg a királyi pár ötödik gyermekeként és harmadik fiaként látta meg a napvilágot. Lajos nevű bátyja azonban még csecsemőként meghalt, így már születési évében a második lett az öröklési sorban. 1559-ben elhunyt apja, II. Henrik, és idősebbik bátyja, a trónra lépő II. Ferenc mellett Károly lett a dauphin. Ferenc nagyon fiatalon, súlyos betegségben halt meg 1560 decemberében, gyermektelenül, így lehetett a tízéves Károly Franciaország királya. A rövidesen összeülő orléans-i rendi gyűlés Medici Katalin anyakirálynőt bízta meg a régensi feladatok ellátásával. Az új királyt 1561. május 25-én kente fel Charles de Guise reims-i hercegérsek.
Anyja mellett a Pietate et justitia („Kegyességgel és igazsággal”) jelmondatot magának választó Károlynak nem sok beleszólása volt az államügyekbe. Még nagykorúsítása után is teljesen önállótlan maradt, és csak kedvelt szórakozásainak, a heves testgyakorlatoknak és vadászatnak élt – ez utóbbiról írt is egy Traité de la chasse royale (Traktátus a királyi vadászatról) című művet. Károly a költészetben is járatos volt, maga is írt, illetve bőkezű támogatásban részesítette többek között Pierre de Ronsard-t és a költészeti akadémiát alapító Jean-Antoine de Baïfot.

## Medici Katalin árnyékában

### Út a vallásháború felé
Medici Katalint férje uralkodása alatt a királyi szerető, Diane de Poitiers, II. Ferenc korában pedig François de Guise herceg és fivére, Charles bíboros-érsek tartotta távol a hatalomtól. Károly idején azonban végre kezébe vehette az irányítást. A Guise-ek kénytelenek voltak elhagyni az udvart, és Katalin a nemrég kinevezett kancellárra, Michel de L’Hospitalra támaszkodva a toleráns békepolitika felé próbálta terelni a kormányzatot, illetve igyekeztek megbékíteni a lotaringiaiak térnyerése miatt felháborodott nemességet: Antoine de Bourbon herceget hadvezérré (lieutenant général) nevezte ki, és megkegyelmezett öccsének, az amboise-i összeesküvés kapcsán halála ítélt Condé hercegnek.

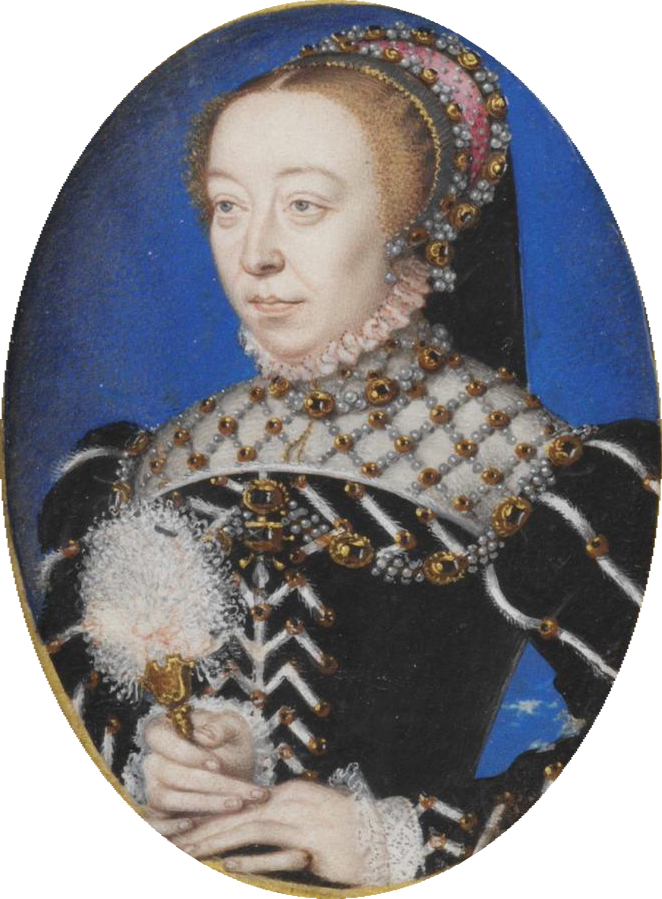
François Clouet: Medici Katalin portréja

L’Hospital 1561. szeptember 9-én összehívta a poissyi megbeszélést, ahol a lotaringiai bíboros vezette katolikus klérus és a 12 teológus, köztük Théodore de Bèze által képviselt protestánsok ültek tárgyalóasztalhoz – teljesen eredménytelenül, köszönhetően mindkét oldal vehemens intranzigenciájának. A kancellár ennek ellenére megszövegezett egy rendeletet, ami 1562. január 1-jén adatott ki. A saint-germaini ediktum a tolerancia jegyében engedélyezte a protestáns vallásgyakorlatot és egyházszervezést a zárt városokon kívül. A rendelet azonban nemhogy békéhez vezetett volna, de inkább felhergelte a szélsőséges katolikusokat: a párizsi parlament februárban megtagadta ratifikálását. Amikor Guise herceg csapatai március 1-jén egy illegális hugenotta gyülekezet több tucat tagját kardélre hányták (ld. wassyi mészárlás) és százakat megsebesítettek, az ország protestánsai fellázadtak, számos várost kerítve hatalmukba.

### Béketörekvések – a nagy körutazás
Medici Katalin kénytelen volt az ún. katolikus triumvirátusra – François de Guise, az idős Anne de Montmorency connétable és Jacques d’Albon de Saint-André marsall előző évben létrehozott szövetségére – támaszkodni az állam ellen is lázadó hugenották ellen. A katolikus csapatok számos várost visszafoglaltak, végül az 1562. december 19-én vívott dreux-i csata során döntő győzelmet arattak – igaz, Saint-André elesett, Montmorency pedig fogságba került. Guise hercegét 1563 februárjában lőtte agyon egy hugenotta Orléans falai alatt. A kialakult helyzet kedvezett a békepártnak, így március 19-én megköttetett az amboise-i béke, ami a városok kivételével engedélyezte a protestáns vallásgyakorlatot. Júliusban az előzőleg hugenották által támogatás fejében angoloknak átjátszott Le Havre felett is megszilárdult a király uralma. 1563. augusztus 19-én Rouenban kimondták a tizenhárom éves IX. Károly nagykorúságát, és Medici Katalin elhatározta, hogy körbehordozza fiát az országban, hogy ezzel csillapítsa le a kedélyeket.
IX. Károly és udvara ennek megfelelően 1564 márciusa és 1566 februárja között bejárta országa keleti, déli és középső területeit: először Lotaringiába látogatott, majd a Saône és a Rhône mentén dél felé indult, Provence-ban telelt, majd 1565-ben Languedoc és Gascogne vidékére utazott, egészen Bayonne-ig, ahonnan nyáron északra, Bretagne rövid érintésével a Loire-völgybe, végül Moulins felé távozott. Útja során többnyire hű alattvalók ünneplése fogadta az előkelő karavánt, csak a hugenotta kézen levő városokban (La Rochelle) mutatkozott olykor némi elégedetlenség. A béke azonban csak rövid ideig tartott.

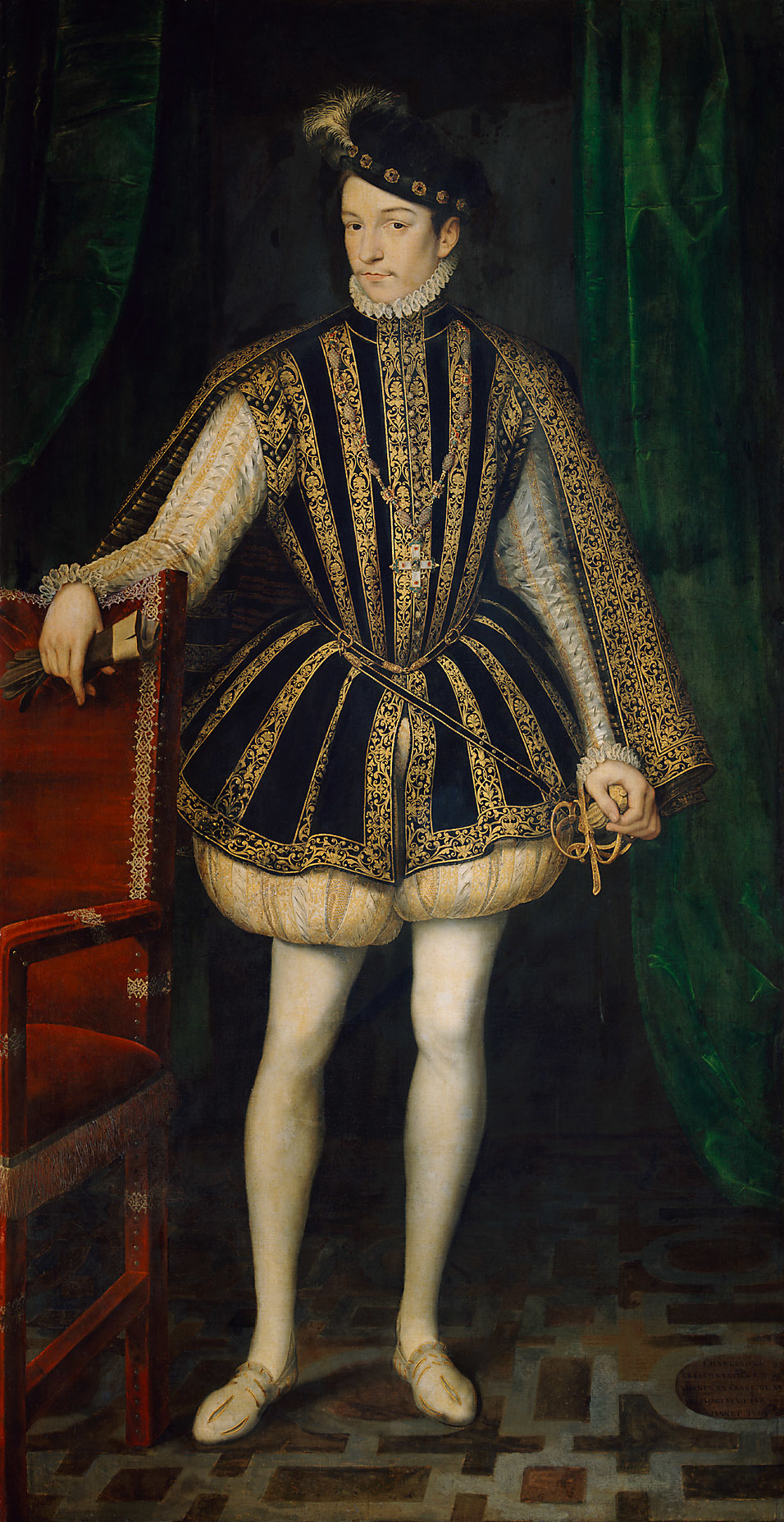
François Clouet: IX. Károly (1566)

### Új harcok
1567-ben a protestánsok – valószínűleg ismét Condé herceg és Coligny admirális vezetésével – összeesküvést szőttek a király és anyja elfogására. Az ún. meaux-i meglepetés azonban kudarcot vallott, a vezető hugenottáknak menekülniük kellett. Az ismét kitörő háború során Condé és Coligny először Burgundiában, majd La Rochelle-ben keresett menedéket. Az év második felében a pfalzi zsoldosokkal megerősített hugenotta csapatok Párizs környékét pusztították. A kivonuló királyi hadak Saint-Denis-nél ütköztek meg velük. A döntetlenre végződő ütközet után mindkét sereg visszavonult, de a királyi csapatokat vezető Montmorency halálos sebet kapott. Rövid fegyvernyugvást követően már 1568-ban újra kitört a háború.
Az 1569. március 13-án a jarnaci csata protestáns vereséggel zárult, még Condé herceg is elesett. Miután a német erősítéssel indított támadása kudarcot vallott, az admirális év végén egyesítette erőit Languedoc hugenottáival, így 1570-ben a protestánsok ismét átmehettek támadásba: Coligny több katolikus kézen levő várost elfoglalt, majd északra vonult. Arnay-le-Duc mellett győzelmet aratott, és egészen La-Charité-sur-Seine városáig jutott. Úgy tűnt, Coligny megállíthatatlanul tör Párizs felé, így IX. Károly – illetve Katalin anyakirályné – engedett. 1570. augusztus 8-án megköttetett a saint-germaini béke, ami ismét vallásszabadságot biztosított a hugenottáknak.

### Szent Bertalan éjszakája
Eközben komoly változás állt be a király környezetében. Medici Katalin már 1567-ben menesztette L’Hospital kancellárt, aki szemmel láthatóan kudarcot vallott béketörekvéseivel, és ettől fogva mind jobban közeledett az éppen Charles érsek vezette Guise-ekhez. Csak erősítette ellenszenvét a hugenották iránt, hogy Saint-Germain után Coligny visszatért az udvarba, és úgy tűnt, hogy ott egyre nagyobb befolyást szerez – ráadásul azzal, hogy a németalföldi lázadók megsegítésére akarta bírni a királyt az ereje teljében levő Spanyolországgal szemben, komoly veszélybe sodorhatta volna a meggyengült országot. A leszámolás végül 1572-ben, egy alapvetően békülést szolgáló esemény kapcsán történt meg. 1572. augusztus 18-án az ifjú navarrai királyt, Bourbon Henriket, a hugenotta párt egyik vezetőjét összeházasították IX. Károly testvérével, Margittal, és a párizsi ünnepségek alkalmával számos hugenotta érkezett az amúgy meggyőződésesen katolikus fővárosba.
Augusztus 22-én Coligny karsérüléseket szenvedett egy merénylőtől, aki feltehetően a Guise-ekkel állt kapcsolatban. IX. Károly személyesen látogatta meg a sebesülten fekvő admirálist, ígéretet téve a nyomozásra. Ehhez képest az augusztus 23-áról augusztus 24-ére virradó éjszakán – Szent Bertalan éjszakája – a királyi gárda rátört Colignyra, és háznépével együtt lemészárolták. Holttestét az utcára hajították, később megcsonkítva a Szajnába vetették. Az eset hatására Párizs papjai által fanatizált katolikus lakossága az esküvő miatt a városban tartózkodó hugenottákra vetette magát, így Coligny-t mintegy 2000 hitsorsosa követte a halálba. Az országszerte tovaterjedő erőszakhullámban további ezrek pusztultak el.

## Az utolsó évek

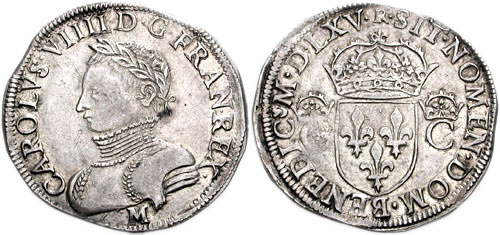
IX. Károly toulouse-i verésű testonja

Károly mindjárt a mészárlás másnapján a békére utasított, és augusztus 26-án jelent meg először a nyilvánosság előtt, amikor tájékoztatta a parlamentet, miszerint egy összeesküvés megelőzése miatt volt szükség a fellépésre. A gyilkosságot minden bizonnyal nem ő tervelte ki, hanem a korábban Coligny ellen elkövetett merénylet megrendezésével gyanúsítható anyakirályné és a király fivére, Anjou hercege. Ők meggyőzték Károlyt, hogy az életére törnek, így megszerezhették parancsát a hugenották elpusztítására. Állítólag így szólt: „Hát, a halál istenére, legyen! De öljétek meg valamennyit, hogy egy se maradjon, aki később a szememre vethetné a történteket!”
Ismét kirobbant a belharc. A francia sereg Anjou hercegének vezetésével La Rochelle hugenotta fellegvárát ostromolta sikertelenül, és végül 1573-ban békekötéssel zárult a konfliktus, melybe ismét beavatkoztak az angolok is.
Az uralkodót az események komolyan felzaklatták, és amúgy sem jó egészségi állapota fokozatosan romlani kezdett, ráadásul kisebbik öccse, Ferenc alençoni herceg 1573-tól kezdve a mérsékelt katolikusokat és hugenottákat tömörítő „elégedetlenek” összeesküvéséhez csatlakozva okozott zavart az udvarban. Terve az volt, hogy kiszabadítja Navarrai Henriket és Condét, valamint hogy az 1573-ban lengyel királlyá választott Henrik anjoui herceg helyett magának szerzi meg a trónt a gyengélkedő Károlytól, kiszorítva Medici Katalint a hatalomból. Az anyakirályné azonban felgöngyölítette a szervezkedést, számos összeesküvőt letartóztattak, a herceget pedig eltávolították az udvarból.
Az egyre jobban elgyengülő, gümőkóros, véreset köhögő és láztól szenvedő király végül a vincennes-i kastélyba vonult vissza, ahol 1574. május 30-án meghalt. A kor jeles kirurgusa, Ambroise Paré másnap boncolást hajtott rajta végre, és megállapította, hogy vesztét mellhártyagyulladás okozta. IX. Károlyt a többi királyhoz hasonlóan Saint-Denis-ben temették el. Mivel nem volt törvényes fia, Henrik öccse örökölte a trónt III. Henrik néven, aki hamarosan haza is tért Lengyelországból.

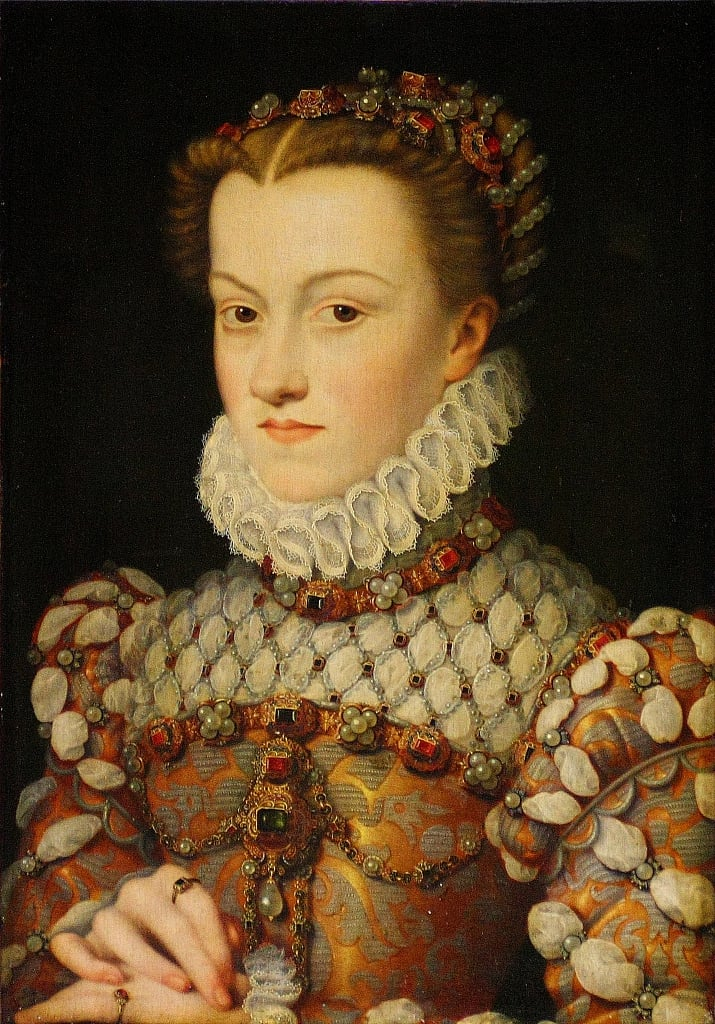
François Clouet: Ausztriai Erzsébet királyné portréja (1571)

## Házassága, utódai
IX. Károlyt 1570. november 26-án Párizsban házasították össze Ausztriai Erzsébet főhercegnővel (1554–1592), aki a Habsburg-ház osztrák ágából származó II. Miksa német-római császárnak, magyar és cseh királynak, és unokanővérének, a Habsburgok spanyol ágából való Mária spanyol infánsnőnek leánya volt. A frigyből egyetlen gyermek született, a fiatalon elhunyt Mária Erzsébet (Marie-Élisabeth) királyi hercegnő (1572–1576). A házasság különben sem volt boldog, mert Károly szeretőt tartott. Halála után Erzsébet hazatért Bécsbe, és apácaként élte le hátralevő életét az általa megalapított klarissza zárdában.
IX. Károlynak egy törvénytelen fia is született Marie Touchet nevű szeretőjétől, Charles (1573–1650), aki 1619-ben Angoulême hercege lett.